# Zuideinde
Zuideinde (52° 08′ N, 4° 46′ L) is a hamlet in the dos Países Baixos, na província de Holanda do Sul. Zuideinde pertence ao município de Nieuwkoop, e está situada a 7 km, a leste de Alphen aan den Rijn.